# Pablo Alfaro
Pablo Alfaro Armengot (Zaragoza, 26 de abril de 1969) é um ex-futebolista e treinador de futebol espanhol.

## Carreira

### Zaragoza e Barcelona: 1988-1993
Começou em 1988, no time B do Zaragoza. Foi promovido à equipe principal já no ano seguinte, e seu desempenho o levou a ser contratado pelo poderoso Barcelona.

### Primeira passagem pelo Racing, frustração em Madri e bom desempenho em Mérida: 1993-2000
Não tendo ido bem nos blaugranas, Alfaro foi negociado para o Racing Santander em 1993, atuando pelo clube da Cantábria durante três anos.
Atuou também no Atlético de Madrid, mas sua presença pelos colchoneros foi tímida e não foi percebida pelos torcedores. Teve um bom desempenho no modesto Mérida, cujas atuações acabaram chamando a atenção do Sevilla, que o contratou em 2000.

### A fama de marcador feroz no Sevilla: 2000-2005
Durante sua passagem pela equipe andaluz, Alfaro formou uma forte dupla de zaga com o também experiente Javi Navarro, e sua fama de implacável marcador (às vezes chegando com violência para cima dos adversários) lhe renderam as alcunhas de Dr. Terror e Carniceiro.

### Retorno ao Racing e fim de carreira: 2006-2007
Em janeiro de 2006, após o contrato com o Sevilla ter vencido, Alfaro regressou ao Racing Santander. Alfaro se despediu como jogador no ano seguinte, em partida contra o Bétis. Ao,fim da partida, os torcedores ovacionaram o zagueiro.

## Carreira de treinador
Dois anos depois de abandonar os gramados, Alfaro regressou ao futebol. Não para voltar a atuar profissionalmente, mas para estrear sua nova carreira, a de treinador. A primeira equipe dirigida por ele é o pequeno Pontevedra, da Terceira Divisão Espanhola.

## Seleção
Sem nunca ter sido convocado para a Seleção Espanhola de Futebol, Pablo Alfaro jogou de 1998 a 2006 pela Seleção de Aragão, que não é afiliada à FIFA nem à UEFA.

## Títulos
- Supercopa Europeia: 1992 (pelo Barcelona)
- La Liga 1992-93 (também pelo Barcelona)
- Copa UEFA: 2005 (pelo Sevilla)